# Петрович, Горан
Го́ран Пе́трович (серб. Горан Петровић; 1 июля 1961, Кралево — 26 января 2024) —  сербский писатель.

## Биография
Изучал югославскую и сербскую литературу на факультете филологии в Белградском университете.
Долгое время работал библиотекарем в библиотеке в Жиче рядом с одноименным монастырем, затем главный редактор журнала «Хартия» (серб. Повеља) в Кралево.
Член-корреспондент Сербской академии наук и искусств с 2012 года, действительный член — с 2018 года.

## Литературное творчество
Первой публикацией Петровича стала книга короткой прозы «Советы для облегчения жизни» (серб. Савети за лакши живот, 1989), за которой последовал роман «Атлас, составленный небом» (серб. Атлас описан небом, 1993). Затем — сборник рассказов «Остров и окрестные рассказы» (серб. Острво и околне приче, 1996); снова романы: «Осада церкви Святого Спаса» (серб. Опсада цркве Светог Спаса, 1997) и «Книга с местом для свиданий», которая затем была переиздана под названием «Сеансы одновременного чтения», причём оба русских названия не являются дословным переводом сербского оригинального названия (серб. Ситничарница „Код срећне руке“, 2000); ещё один сборник рассказов, «Ближний» (серб. Ближњи, 2002); собрание избранной короткой прозы «Все, что я знаю о времени» (серб. Све што знам о времену, 2003), драма «Паром» (серб. Скела, 2004) и сборник рассказов «Различия» (серб. Разлике, 2006), роман «Под осыпающимся потолком» (серб. Испод таванице која се љуспа, 2010), драма «Гайка» (серб. Matica, 2011).

#### Рассказы
- Савети за лакши живот: роман уз кафу, Књижевна омладина Србије, Београд 1989.
- Острво и околне приче, Просвета, Београд 1996.
- Ближњи, Народна књига – Алфа, Београд 2002.
- Све што знам о времену, Народна књига – Алфа, Београд 2003.
- Разлике, Народна књига – Политика, Београд 2006.
- Претраживач : записи, Народна књига – Алфа, Београд 2007.
- Испод таванице која се љуспа, Новости, Београд 2010.
- Породичне сторије, Моно и Мањана, Београд 2011.
- Унутрашње двориште, Лагуна, Београд 2018.

#### Романы
- Атлас описан небом, Матица српска, Нови Сад 1993.
- Опсада цркве Светог Спаса, Народна књига – Алфа, Београд 1997.
- Ситничарница „Код срећне руке”, Народна књига – Алфа, Београд 2000.
- Папир са воденим знаком (Роман делта: Ток 1), Лагуна, Београд 2022.
- Иконостас (Роман делта: Ток 2), Лагуна, Београд 2022.

#### Пьесы
- Скела / The Ferry, Народна књига – Алфа, Београд 2004.
- Матица, Атеље 212, Београд 2011.

## Награды и признание
В 2000 году за роман «Ситничарница „Код срећне руке“» Петровичу была присуждена Премия журнала НИН, самая видная сербская литературная награда.
Некоторые произведения Горана Петровича были адаптированы для театра, телевидения и радио:
- спектакль «Осада церкви Святого Спаса» (сценарий и постановка Кокана Младеновича) в Национальном театре в городе Сомбор, 2002;
- спектакль «Паром» (сценарий автора, постановка Национального театра в Белграде, режиссёр Кокан Младенович) в Орашце, 2004;
- радиодрама «Богоматерь и другие видения» (сценарий Сани Милич, режиссёр Надя Янетович) на «Радио Белград», 2007;
- телефильм «Ближний» (сценарий автора, режиссёр Мишко Милоевич[серб.]) на телеканале RTS, 2008;
- радиодрама по рассказу «Над пятью потрескавшимися цветочными горшками» из сборника «Различия» (сценарий и постановка Страхини Младеновича) на «Радио Нови-Сад», 2011;
- спектакль «Гайка» (сценарий автора, постановка Рахима Бурхана) в театре «Ателье 212» в Белграде, 2011.

Книги Петровича переиздавались неоднократно и переводились на русский, украинский, французский, итальянский, испанский, польский, болгарский, македонский, английский, венгерский, чешский, словацкий, белорусский, греческий, голландский, немецкий, персидский языки. На русский язык Горана Петровича переводила Лариса Савельева, известная своими переводами Милорада Павича.